# Euterpeae
Tribu
Euterpeae est une tribu de palmiers, des plantes de la famille des Arecaceae.

## Liste des genres
- Euterpe
- Hyospathe
- Neonicholsonia
- Oenocarpus
- Prestoea

## Publication originale
- John Dransfield, Natalie Whitford Uhl, C. Asmussen, W. J. Baker, Madeline Harley & C. Lewis, A New Phylogenetic Classification of the Palm Family, Arecaceae. Kew Bulletin 60 (4), 2005 : 562.